# Saul Perlmutter
Saul Perlmutter (sinh 1959) là một nhà vật lý thiên văn tại Phòng thí nghiệm quốc gia Lawrence Berkeley và là giáo sư vật lý tại Đại học California, Berkeley. Ông và Brian P. Schmidt và Adam G. Riess được trao giải Nobel Vật lý năm 2011 nhờ phát hiện vũ trụ đang giãn nở với tốc độ tăng dần. 
Ông là thành viên của Học viện Nghệ thuật & Khoa học Hoa Kỳ, và được bầu là Ủy viên của Hiệp hội Mỹ vì sự tiến bộ của Khoa học trong năm 2003. Ông cũng là một thành viên của Viện Hàn lâm Khoa học Quốc gia.